# Katastrofa lotu Nürnberger Flugdienst 108
Katastrofa lotu Nürnberger Flugdienst 108 – wypadek lotniczy, który wydarzył się 8 lutego 1988 roku. W jego wyniku Fairchild Swearingen Metroliner należący do linii Nürnberger Flugdienst spadł do rzeki Ruhra, zabijając wszystkie 21 osób na pokładzie. 

## Samolot
Maszyną obsługującą lot 108 był Swearingen SA.227BC Metroliner III (nr rej.D-CABB) o numerze seryjnym AC-500. Samolot swój pierwszy lot odbył w 1982 i do czasu wypadku wylatał 9184 godzin.

## Przebieg lotu
Samolot wystartował z Hanoweru o 7:15 i odbywał planowy lot do Düsseldorfu. O 7:50 załoga rozpoczęła podejście, panowały wówczas warunki burzowe. O 7:56 lot 108 zniknął z radarów, a dwie minuty później wrak Metrolinera spadł do Ruhry nieopodal Kettwig. Zginęło wszystkie 21 osób na pokładzie.

## Przyczyny
Śledztwo wykazało, że przyczyną wypadku było uderzenie pioruna w maszynę, co spowodowało uszkodzenie systemów elektrycznych, w tym instrumentów pokładowych. W następstwie tego załoga straciła orientację przestrzenną, a następnie utraciła kontrolę nad maszyną. W wyniku przeciążeń maszyna rozpadła się jeszcze w powietrzu.